# Theridion llano
Theridion llano är en spindelart som beskrevs av Claude Lévi 1957. Theridion llano ingår i släktet Theridion och familjen klotspindlar. Inga underarter finns listade i Catalogue of Life.